# Campeonato Metropolitano 1969 (Argentina)
El llamado Torneo Metropolitano 1969 fue el cuadragésimo tercero de la era profesional y el primero de los jugados ese año de la Primera División de Argentina, habiendo dado comienzo el 21 de febrero y consagrado al campeón el 6 de julio, aunque las etapas de reclasificación se terminaron de jugar el 22 de diciembre. 
El fixture del torneo se sorteó el 8 de enero de aquel año.
Se disputó en dos grupos clasificatorios conformados cada uno por la mitad de los equipos participantes, enfrentándose todos contra todos, más un partido interzonal por fecha, en dos ruedas de partido y revancha, a lo que siguió un cuadrangular por eliminación directa, al que clasificaron los dos primeros de cada grupo. 
El Club Atlético Chacarita Juniors se coronó campeón por primera vez en su historia, tras ganarle ampliamente la final al Club Atlético River Plate.
Se determinaron también los participantes del próximo Torneo Nacional, y el descenso, este último mediante un intrincado sistema que incluyó una rueda eliminatoria entre cuatro equipos, la que a la vez clasificaba al vencedor para disputar el Nacional, y dos etapas reclasificatorias, la última con la participación de dos equipos provenientes de la Primera B.

## Ascensos y descensos
| Pos      | Equipos ascendidos |
| -------- | ------------------ |
| 5.º Recl | Unión              |
| 6.º Recl | Deportivo Morón    |

| Pos       | Equipos descendidos en la temporada 1968 |
| --------- | ---------------------------------------- |
| 7.º Recl  | Ferro Carril Oeste                       |
| 10.º Recl | Tigre                                    |

## Equipos
| Equipo             | Ciudad          |
| ------------------ | --------------- |
| Argentinos Juniors | Buenos Aires    |
| Atlanta            | Buenos Aires    |
| Banfield           | Banfield        |
| Boca Juniors       | Buenos Aires    |
| Chacarita Juniors  | Villa Maipú     |
| Colón              | Santa Fe        |
| Deportivo Morón    | Morón           |
| Estudiantes        | La Plata        |
| Gimnasia y Esgrima | La Plata        |
| Huracán            | Buenos Aires    |
| Independiente      | Avellaneda      |
| Lanús              | Lanús           |
| Los Andes          | Lomas de Zamora |
| Newell's Old Boys  | Rosario         |
| Platense           | Buenos Aires    |
| Quilmes            | Quilmes         |
| Racing Club        | Avellaneda      |
| River Plate        | Buenos Aires    |
| Rosario Central    | Rosario         |
| San Lorenzo        | Buenos Aires    |
| Unión              | Santa Fe        |
| Vélez Sarsfield    | Buenos Aires    |

### Distribución geográfica de los equipos
| Región                 | Cant. | Equipos                                                                                                  |
| ---------------------- | ----- | --- |
| Ciudad de Buenos Aires | 8     | Argentinos Juniors, Atlanta, Boca Juniors, Huracán, Platense, River Plate, San Lorenzo y Vélez Sarsfield |
| conurbano bonaerense   | 8     | Banfield, Chacarita Juniors, Deportivo Morón, Independiente, Lanús, Los Andes, Quilmes y Racing Club     |
| Provincia de Santa Fe  | 4     | Colón, Newell's Old Boys, Rosario Central y Unión                                                        |
| Ciudad de La Plata     | 2     | Estudiantes y Gimnasia y Esgrima                                                                         |

## Fase de zonas
Los equipos participantes se dividieron en dos grupos, que jugaron y sumaron puntos independientemente entre sí, salvo un partido por fecha llamado interzonal, el que, en principio, correspondía a los respectivos clásicos.

### Zona A
| Pos. | Equipo                  | Pts. | PJ | PG | PE | PP | GF | GC | Dif. |
| ---- | ----------------------- | ---- | -- | -- | -- | -- | -- | -- | ---- |
| 1.º  | Boca Juniors            | 30   | 22 | 12 | 6  | 4  | 34 | 11 | 23   |
| 2.º  | Chacarita Juniors       | 30   | 22 | 13 | 4  | 5  | 33 | 26 | 7    |
| 3.º  | Vélez Sarsfield         | 26   | 22 | 9  | 8  | 5  | 36 | 24 | 12   |
| 4.º  | Independiente           | 25   | 22 | 10 | 5  | 7  | 28 | 25 | 3    |
| 5.º  | San Lorenzo             | 23   | 22 | 10 | 3  | 9  | 37 | 27 | 10   |
| 6.º  | Lanús                   | 23   | 22 | 8  | 7  | 7  | 37 | 34 | 3    |
| 7.º  | Gimnasia y Esgrima (LP) | 23   | 22 | 10 | 3  | 9  | 28 | 27 | 1    |
| 8.º  | Rosario Central         | 21   | 22 | 6  | 9  | 7  | 18 | 24 | −6   |
| 9.º  | Banfield                | 20   | 22 | 6  | 8  | 8  | 24 | 36 | −12  |
| 10.º | Colón                   | 14   | 22 | 4  | 6  | 12 | 22 | 43 | −21  |
| 11.º | Atlanta                 | 9    | 22 | 2  | 5  | 15 | 18 | 37 | −19  |

|  | Semifinalista del campeonato y clasificado al Nacional. |
|  | Clasificado al Nacional.                                |
|  | Clasificado al Torneo Eliminatorio.                     |
|  | Relegado a la Reclasificación de Primera.               |

### Zona B
| Pos. | Equipo             | Pts. | PJ | PG | PE | PP | GF | GC | Dif. |
| ---- | ------------------ | ---- | -- | -- | -- | -- | -- | -- | ---- |
| 1.º  | Racing Club        | 35   | 22 | 14 | 7  | 1  | 45 | 16 | 29   |
| 2.º  | River Plate        | 31   | 22 | 12 | 7  | 3  | 35 | 21 | 14   |
| 3.º  | Estudiantes (LP)   | 27   | 22 | 11 | 5  | 6  | 33 | 24 | 9    |
| 4.º  | Huracán            | 24   | 22 | 8  | 8  | 6  | 38 | 29 | 9    |
| 5.º  | Platense           | 23   | 22 | 8  | 7  | 7  | 33 | 32 | 1    |
| 6.º  | Quilmes            | 22   | 22 | 8  | 6  | 8  | 28 | 34 | −6   |
| 7.º  | Newell's Old Boys  | 21   | 22 | 5  | 11 | 6  | 24 | 28 | −4   |
| 8.º  | Unión              | 19   | 22 | 7  | 5  | 10 | 22 | 26 | −4   |
| 9.º  | Argentinos Juniors | 13   | 22 | 2  | 9  | 11 | 17 | 29 | −12  |
| 10.º | Deportivo Morón    | 13   | 22 | 5  | 3  | 14 | 16 | 38 | −22  |
| 11.º | Los Andes          | 12   | 22 | 1  | 10 | 11 | 24 | 39 | −15  |

|  | Semifinalista del campeonato y clasificado al Nacional. |
|  | Clasificado al Nacional.                                |
|  | Clasificado a la Torneo Eliminatorio.                   |
|  | Relegado a la Reclasificación de Primera.               |

### Resultados
| Fecha 1            | Fecha 1   | Fecha 1           |
| Equipo Local       | Resultado | Equipo Visitante  |
| ------------------ | --------- | ----------------- |
| Rosario Central    | 1 - 3     | Vélez Sarsfield   |
| Platense           | 1 - 2     | Chacarita Juniors |
| Boca Juniors       | 2 - 0     | Atlanta           |
| Gimnasia (LP)      | 3 - 0     | Colón             |
| Banfield           | 3 - 1     | Independiente     |
| San Lorenzo        | 5 - 2     | Lanús             |
| Quilmes            | 1 - 0     | Huracán           |
| Argentinos Juniors | 1 - 2     | River Plate       |
| Deportivo Morón    | 1 - 0     | Newell's Old Boys |
| Racing Club        | 0 - 0     | Los Andes         |
| Unión              | 1 - 2     | Estudiantes (LP)  |

| Fecha 2           | Fecha 2   | Fecha 2            |
| Equipo Local      | Resultado | Equipo Visitante   |
| ----------------- | --------- | ------------------ |
| Colón             | 1 - 2     | San Lorenzo        |
| Boca Juniors      | 1 - 1     | River Plate        |
| Vélez Sarsfield   | 2 - 1     | Gimnasia (LP)      |
| Atlanta           | 0 - 0     | Banfield           |
| Lanús             | 7 - 1     | Chacarita Juniors  |
| Independiente     | 2 - 0     | Rosario Central    |
| Los Andes         | 1 - 1     | Argentinos Juniors |
| Platense          | 3 - 1     | Quilmes            |
| Huracán           | 2 - 0     | Unión              |
| Estudiantes (LP)  | 1 - 1     | Deportivo Morón    |
| Newell's Old Boys | 1 - 1     | Racing Club        |

| Fecha 3            | Fecha 3   | Fecha 3           |
| Equipo Local       | Resultado | Equipo Visitante  |
| ------------------ | --------- | ----------------- |
| River Plate        | 1 - 0     | Los Andes         |
| Quilmes            | 1 - 2     | Lanús             |
| Banfield           | 0 - 5     | Boca Juniors      |
| San Lorenzo        | 1 - 0     | Vélez Sarsfield   |
| Chacarita Juniors  | 5 - 0     | Colón             |
| Rosario Central    | 2 - 0     | Atlanta           |
| Gimnasia (LP)      | 3 - 2     | Independiente     |
| Deportivo Morón    | 3 - 2     | Huracán           |
| Unión              | 3 - 0     | Platense          |
| Racing Club        | 2 - 0     | Estudiantes (LP)  |
| Argentinos Juniors | 1 - 1     | Newell's Old Boys |

| Fecha 4           | Fecha 4   | Fecha 4            |
| Equipo Local      | Resultado | Equipo Visitante   |
| ----------------- | --------- | ------------------ |
| Banfield          | 1 - 0     | Los Andes          |
| Boca Juniors      | 2 - 0     | Rosario Central    |
| Atlanta           | 3 - 1     | Gimnasia (LP)      |
| Vélez Sarsfield   | 2 - 2     | Chacarita Juniors  |
| Colón             | 2 - 2     | Lanús              |
| Independiente     | 2 - 0     | San Lorenzo        |
| Huracán           | 1 - 1     | Racing Club        |
| Quilmes           | 2 - 0     | Unión              |
| Estudiantes (LP)  | 2 - 1     | Argentinos Juniors |
| Platense          | 1 - 0     | Deportivo Morón    |
| Newell's Old Boys | 1 - 2     | River Plate        |

| Fecha 5            | Fecha 5   | Fecha 5           |
| Equipo Local       | Resultado | Equipo Visitante  |
| ------------------ | --------- | ----------------- |
| Gimnasia (LP)      | 0 - 1     | Boca Juniors      |
| Unión              | 2 - 0     | Colón             |
| San Lorenzo        | 5 - 2     | Atlanta           |
| Rosario Central    | 1 - 1     | Banfield          |
| Lanús              | 1 - 5     | Vélez Sarsfield   |
| Chacarita Juniors  | 1 - 0     | Independiente     |
| Racing Club        | 3 - 1     | Platense          |
| Deportivo Morón    | 0 - 1     | Quilmes           |
| Los Andes          | 0 - 0     | Newell's Old Boys |
| Argentinos Juniors | 1 - 4     | Huracán           |
| River Plate        | 3 - 1     | Estudiantes (LP)  |

| Fecha 6          | Fecha 6   | Fecha 6            |
| Equipo Local     | Resultado | Equipo Visitante   |
| ---------------- | --------- | ------------------ |
| Quilmes          | 0 - 2     | Racing Club        |
| Rosario Central  | 2 - 2     | Newell's Old Boys  |
| Boca Juniors     | 2 - 0     | San Lorenzo        |
| Independiente    | 1 - 1     | Lanús              |
| Atlanta          | 1 - 1     | Chacarita Juniors  |
| Vélez Sarsfield  | 4 - 2     | Colón              |
| Banfield         | 2 - 2     | Gimnasia (LP)      |
| Platense         | 2 - 2     | Argentinos Juniors |
| Estudiantes (LP) | 2 - 1     | Los Andes          |
| Unión            | 4 - 1     | Deportivo Morón    |
| Huracán          | 0 - 1     | River Plate        |

| Fecha 7            | Fecha 7   | Fecha 7          |
| Equipo Local       | Resultado | Equipo Visitante |
| ------------------ | --------- | ---------------- |
| Deportivo Morón    | 0 - 1     | Vélez Sarsfield  |
| Chacarita Juniors  | 0 - 0     | Boca Juniors     |
| Gimnasia (LP)      | 2 - 0     | Rosario Central  |
| Lanús              | 2 - 0     | Atlanta          |
| Colón              | 2 - 0     | Independiente    |
| San Lorenzo        | 4 - 0     | Banfield         |
| Newell's Old Boys  | 2 - 2     | Estudiantes (LP) |
| Racing Club        | 3 - 1     | Unión            |
| Los Andes          | 2 - 2     | Huracán          |
| Argentinos Juniors | 0 - 0     | Quilmes          |
| River Plate        | 0 - 4     | Platense         |

| Fecha 8         | Fecha 8   | Fecha 8            |
| Equipo Local    | Resultado | Equipo Visitante   |
| --------------- | --------- | ------------------ |
| Gimnasia (LP)   | 2 - 0     | Estudiantes (LP)   |
| Boca Juniors    | 2 - 0     | Lanús              |
| Rosario Central | 1 - 0     | San Lorenzo        |
| Independiente   | 0 - 1     | Vélez Sarsfield    |
| Banfield        | 1 - 2     | Chacarita Juniors  |
| Atlanta         | 4 - 1     | Colón              |
| Deportivo Morón | 0 - 2     | Racing Club        |
| Platense        | 1 - 1     | Los Andes          |
| Unión           | 1 - 0     | Argentinos Juniors |
| Quilmes         | 2 - 3     | River Plate        |
| Huracán         | 1 - 1     | Newell's Old Boys  |

| Fecha 9            | Fecha 9   | Fecha 9          |
| Equipo Local       | Resultado | Equipo Visitante |
| ------------------ | --------- | ---------------- |
| Lanús              | 1 - 2     | Banfield         |
| Racing Club        | 2 - 2     | Independiente    |
| San Lorenzo        | 2 - 3     | Gimnasia (LP)    |
| Colón              | 0 - 0     | Boca Juniors     |
| Vélez Sarsfield    | 4 - 2     | Atlanta          |
| Chacarita Juniors  | 0 - 0     | Rosario Central  |
| Newell's Old Boys  | 3 - 0     | Platense         |
| River Plate        | 0 - 0     | Unión            |
| Argentinos Juniors | 0 - 1     | Deportivo Morón  |
| Los Andes          | 1 - 1     | Quilmes          |
| Estudiantes (LP)   | 3 - 3     | Huracán          |

| Fecha 10        | Fecha 10  | Fecha 10           |
| Equipo Local    | Resultado | Equipo Visitante   |
| --------------- | --------- | ------------------ |
| Deportivo Morón | 1 - 3     | River Plate        |
| San Lorenzo     | 1 - 2     | Huracán            |
| Atlanta         | 0 - 1     | Independiente      |
| Rosario Central | 0 - 2     | Lanús              |
| Banfield        | 1 - 1     | Colón              |
| Gimnasia (LP)   | 0 - 1     | Chacarita Juniors  |
| Racing Club     | 0 - 0     | Argentinos Juniors |
| Unión           | 1 - 4     | Los Andes          |
| Platense        | 0 - 4     | Estudiantes (LP)   |
| Quilmes         | 1 - 1     | Newell's Old Boys  |
| Boca Juniors    | 2 - 1     | Vélez Sarsfield    |

| Fecha 11           | Fecha 11  | Fecha 11         |
| Equipo Local       | Resultado | Equipo Visitante |
| ------------------ | --------- | ---------------- |
| Estudiantes (LP)   | 4 - 0     | Quilmes          |
| Argentinos Juniors | 0 - 0     | Atlanta          |
| Independiente      | 0 - 0     | Boca Juniors     |
| Colón              | 1 - 0     | Rosario Central  |
| Lanús              | 4 - 0     | Gimnasia (LP)    |
| Vélez Sarsfield    | 1 - 2     | Banfield         |
| Chacarita Juniors  | 0 - 2     | San Lorenzo      |
| River Plate        | 2 - 2     | Racing Club      |
| Newell's Old Boys  | 0 - 2     | Unión            |
| Huracán            | 0 - 2     | Platense         |
| Los Andes          | 2 - 3     | Deportivo Morón  |

| Fecha 12          | Fecha 12  | Fecha 12           |
| Equipo Local      | Resultado | Equipo Visitante   |
| ----------------- | --------- | ------------------ |
| Estudiantes (LP)  | 1 - 1     | Unión              |
| Independiente     | 1 - 0     | Banfield           |
| Chacarita Juniors | 3 - 2     | Platense           |
| Lanús             | 2 - 1     | San Lorenzo        |
| Colón             | 0 - 0     | Gimnasia (LP)      |
| Atlanta           | 0 - 2     | Boca Juniors       |
| Vélez Sarsfield   | 0 - 1     | Rosario Central    |
| Los Andes         | 1 - 3     | Racing Club        |
| Newell's Old Boys | 1 - 0     | Deportivo Morón    |
| Huracán           | 6 - 3     | Quilmes            |
| River Plate       | 4 - 2     | Argentinos Juniors |

| Fecha 13           | Fecha 13  | Fecha 13          |
| Equipo Local       | Resultado | Equipo Visitante  |
| ------------------ | --------- | ----------------- |
| River Plate        | 2 - 0     | Boca Juniors      |
| San Lorenzo        | 3 - 0     | Colón             |
| Gimnasia (LP)      | 0 - 3     | Vélez Sarsfield   |
| Banfield           | 2 - 1     | Atlanta           |
| Chacarita Juniors  | 3 - 0     | Lanús             |
| Rosario Central    | 1 - 0     | Independiente     |
| Quilmes            | 3 - 2     | Platense          |
| Deportivo Morón    | 0 - 3     | Estudiantes (LP)  |
| Unión              | 1 - 2     | Huracán           |
| Argentinos Juniors | 3 - 0     | Los Andes         |
| Racing Club        | 5 - 2     | Newell's Old Boys |

| Fecha 14          | Fecha 14  | Fecha 14           |
| Equipo Local      | Resultado | Equipo Visitante   |
| ----------------- | --------- | ------------------ |
| Huracán           | 3 - 0     | Deportivo Morón    |
| Lanús             | 1 - 1     | Quilmes            |
| Boca Juniors      | 4 - 0     | Banfield           |
| Atlanta           | 2 - 2     | Rosario Central    |
| Colón             | 0 - 1     | Chacarita Juniors  |
| Independiente     | 2 - 1     | Gimnasia (LP)      |
| Vélez Sarsfield   | 2 - 2     | San Lorenzo        |
| Los Andes         | 0 - 0     | River Plate        |
| Newell's Old Boys | 1 - 1     | Argentinos Juniors |
| Platense          | 2 - 0     | Unión              |
| Estudiantes (LP)  | 0 - 1     | Racing Club        |

| Fecha 15           | Fecha 15  | Fecha 15          |
| Equipo Local       | Resultado | Equipo Visitante  |
| ------------------ | --------- | ----------------- |
| River Plate        | 4 - 0     | Newell's Old Boys |
| Gimnasia (LP)      | 1 - 0     | Atlanta           |
| Rosario Central    | 0 - 0     | Boca Juniors      |
| Lanús              | 2 - 2     | Colón             |
| Racing Club        | 3 - 1     | Huracán           |
| Unión              | 0 - 0     | Quilmes           |
| Argentinos Juniors | 0 - 1     | Estudiantes (LP)  |
| San Lorenzo        | 0 - 1     | Independiente     |
| Los Andes          | 1 - 2     | Banfield          |
| Chacarita Juniors  | 2 - 1     | Vélez Sarsfield   |
| Deportivo Morón    | 1 - 3     | Platense          |

| Fecha 16          | Fecha 16  | Fecha 16           |
| Equipo Local      | Resultado | Equipo Visitante   |
| ----------------- | --------- | ------------------ |
| Colón             | 0 - 1     | Unión              |
| Boca Juniors      | 0 - 1     | Gimnasia (LP)      |
| Atlanta           | 0 - 2     | San Lorenzo        |
| Banfield          | 1 - 1     | Rosario Central    |
| Vélez Sarsfield   | 2 - 2     | Lanús              |
| Independiente     | 2 - 1     | Chacarita Juniors  |
| Newell's Old Boys | 3 - 0     | Los Andes          |
| Quilmes           | 1 - 0     | Deportivo Morón    |
| Huracán           | 0 - 0     | Argentinos Juniors |
| Estudiantes (LP)  | 1 - 0     | River Plate        |
| Platense          | 0 - 0     | Racing Club        |

| Fecha 17           | Fecha 17  | Fecha 17         |
| Equipo Local       | Resultado | Equipo Visitante |
| ------------------ | --------- | ---------------- |
| Newell's Old Boys  | 0 - 0     | Rosario Central  |
| San Lorenzo        | 2 - 1     | Boca Juniors     |
| Gimnasia (LP)      | 2 - 0     | Banfield         |
| Colón              | 2 - 2     | Vélez Sarsfield  |
| Chacarita Juniors  | 1 - 0     | Atlanta          |
| Lanús              | 1 - 1     | Independiente    |
| River Plate        | 0 - 0     | Huracán          |
| Deportivo Morón    | 1 - 1     | Unión            |
| Los Andes          | 1 - 2     | Estudiantes (LP) |
| Argentinos Juniors | 0 - 0     | Platense         |
| Racing Club        | 5 - 1     | Quilmes          |

| Fecha 18         | Fecha 18  | Fecha 18           |
| Equipo Local     | Resultado | Equipo Visitante   |
| ---------------- | --------- | ------------------ |
| Independiente    | 4 - 1     | Colón              |
| Vélez Sarsfield  | 1 - 0     | Deportivo Morón    |
| Boca Juniors     | 0 - 1     | Chacarita Juniors  |
| Atlanta          | 0 - 1     | Lanús              |
| Rosario Central  | 1 - 1     | Gimnasia (LP)      |
| Banfield         | 1 - 1     | San Lorenzo        |
| Platense         | 1 - 1     | River Plate        |
| Quilmes          | 3 - 1     | Argentinos Juniors |
| Huracán          | 3 - 1     | Los Andes          |
| Estudiantes (LP) | 1 - 0     | Newell's Old Boys  |
| Unión            | 0 - 1     | Racing Club        |

| Fecha 19           | Fecha 19  | Fecha 19         |
| Equipo Local       | Resultado | Equipo Visitante |
| ------------------ | --------- | ---------------- |
| Estudiantes (LP)   | 1 - 0     | Gimnasia (LP)    |
| Lanús              | 1 - 3     | Boca Juniors     |
| Colón              | 2 - 1     | Atlanta          |
| San Lorenzo        | 0 - 0     | Rosario Central  |
| Vélez Sarsfield    | 0 - 0     | Independiente    |
| Chacarita Juniors  | 3 - 2     | Banfield         |
| Racing Club        | 3 - 0     | Deportivo Morón  |
| Argentinos Juniors | 0 - 2     | Unión            |
| Newell's Old Boys  | 1 - 1     | Huracán          |
| Los Andes          | 4 - 4     | Platense         |
| River Plate        | 1 - 1     | Quilmes          |

| Fecha 20        | Fecha 20  | Fecha 20           |
| Equipo Local    | Resultado | Equipo Visitante   |
| --------------- | --------- | ------------------ |
| Atlanta         | 0 - 0     | Vélez Sarsfield    |
| Independiente   | 2 - 1     | Racing Club        |
| Boca Juniors    | 3 - 1     | Colón              |
| Banfield        | 0 - 0     | Lanús              |
| Gimnasia (LP)   | 2 - 1     | San Lorenzo        |
| Rosario Central | 2 - 1     | Chacarita Juniors  |
| Huracán         | 2 - 2     | Estudiantes (LP)   |
| Quilmes         | 3 - 1     | Los Andes          |
| Deportivo Morón | 2 - 1     | Argentinos Juniors |
| Platense        | 1 - 1     | Newell's Old Boys  |
| Unión           | 0 - 1     | River Plate        |

| Fecha 21           | Fecha 21  | Fecha 21         |
| Equipo Local       | Resultado | Equipo Visitante |
| ------------------ | --------- | ---------------- |
| Huracán            | 3 - 1     | San Lorenzo      |
| Independiente      | 3 - 2     | Atlanta          |
| Vélez Sarsfield    | 0 - 0     | Boca Juniors     |
| Colón              | 3 - 2     | Banfield         |
| Lanús              | 3 - 0     | Rosario Central  |
| Chacarita Juniors  | 2 - 1     | Gimnasia (LP)    |
| Argentinos Juniors | 0 - 2     | Racing Club      |
| Newell's Old Boys  | 1 - 0     | Quilmes          |
| Los Andes          | 2 - 2     | Unión            |
| Estudiantes (LP)   | 0 - 1     | Platense         |
| River Plate        | 3 - 0     | Deportivo Morón  |

| Fecha 22        | Fecha 22  | Fecha 22           |
| Equipo Local    | Resultado | Equipo Visitante   |
| --------------- | --------- | ------------------ |
| Platense        | 1 - 0     | Huracán            |
| Atlanta         | 0 - 2     | Argentinos Juniors |
| Boca Juniors    | 4 - 1     | Independiente      |
| Rosario Central | 3 - 1     | Colón              |
| Banfield        | 1 - 1     | Vélez Sarsfield    |
| Gimnasia (LP)   | 2 - 0     | Lanús              |
| San Lorenzo     | 2 - 0     | Chacarita Juniors  |
| Unión           | 1 - 2     | Newell's Old Boys  |
| Deportivo Morón | 1 - 1     | Los Andes          |
| Quilmes         | 2 - 0     | Estudiantes (LP)   |
| Racing Club     | 3 - 1     | River Plate        |

## Fase final

### Cuadro de desarrollo
|  | Semifinales       | Semifinales       | Semifinales |             |                   | Final             | Final | Final |  |
|  |                   |                   |             |             |                   |                   |       |       |  |
|  |                   |                   |             |             |                   |                   |       |       |  |
|  | Chacarita Juniors | Chacarita Juniors | 1           |             |                   |                   |       |       |  |
|  | Chacarita Juniors | Chacarita Juniors | 1           |             |                   |                   |       |       |  |
|  | Racing Club       | Racing Club       | 0           |             |                   |                   |       |       |  |
|  | Racing Club       | Racing Club       | 0           |             | Chacarita Juniors | Chacarita Juniors | 4     |       |  |
|  |                   |                   |             |             | Chacarita Juniors | Chacarita Juniors | 4     |       |  |
|  |                   |                   | River Plate | River Plate | 1                 |                   |       |       |  |
|  | Boca Juniors      | Boca Juniors      | River Plate | River Plate | 1                 | 0                 |       |       |  |
|  | Boca Juniors      | Boca Juniors      |             |             |                   | 0                 |       |       |  |
|  | River Plate       | River Plate       | 0           |             |                   |                   |       |       |  |
|  | River Plate       | River Plate       | 0           |             |                   |                   |       |       |  |
|  |                   |                   |             |             |                   |                   |       |       |  |

### Semifinales
Se cruzaron, en partidos eliminatorios, el primero con el segundo de cada grupo clasificatorio.
| Semifinal 1       | Semifinal 1 | Semifinal 1 | Semifinal 1  | Semifinal 1 |
| 2.º Zona A        | Resultado   | 1.º Zona B  | Estadio      | Fecha       |
| ----------------- | ----------- | ----------- | ------------ | ----------- |
| Chacarita Juniors | 1 - 0       | Racing Club | La Bombonera | 2 de julio  |

| Semifinal 2  | Semifinal 2  | Semifinal 2 | Semifinal 2 | Semifinal 2 |
| 1.º Zona A   | Resultado    | 2.º Zona B  | Estadio     | Fecha       |
| ------------ | ------------ | ----------- | ----------- | ----------- |
| Boca Juniors | 0 - 0 (t.s.) | River Plate | El Cilindro | 3 de julio  |

1. 1 2  Clasificado a la final por haber obtenido mayor cantidad de goles en la ronda de clasificación

### Final
Se disputó a un solo partido entre los ganadores de las respectivas semifinales.
| Final             | Final     | Final       | Final       | Final      |
| Equipo 1          | Resultado | Equipo 2    | Estadio     | Fecha      |
| ----------------- | --------- | ----------- | ----------- | ---------- |
| Chacarita Juniors | 4 - 1     | River Plate | El Cilindro | 6 de julio |

## Torneo Eliminatorio
Conocido como Petit Torneo, se disputó bajo el sistema de eliminación directa entre los equipos que ocuparon la 7.ª y 8.ª posición de cada grupo en la rueda de clasificación. El triunfador clasificó al Torneo Nacional, mientras que los otros tres participaron en el Torneo de Reclasificación de Primera.

### Cuadro de desarrollo
|  | Semifinales             | Semifinales             | Semifinales       |                   |       | Final | Final | Final |  |
|  |                         |                         |                   |                   |       |       |       |       |  |
|  |                         |                         |                   |                   |       |       |       |       |  |
|  | Gimnasia y Esgrima (LP) | Gimnasia y Esgrima (LP) | 0                 |                   |       |       |       |       |  |
|  | Gimnasia y Esgrima (LP) | Gimnasia y Esgrima (LP) | 0                 |                   |       |       |       |       |  |
|  | Unión                   | Unión                   | 3                 |                   |       |       |       |       |  |
|  | Unión                   | Unión                   | 3                 |                   | Unión | Unión | 4     |       |  |
|  |                         |                         |                   |                   | Unión | Unión | 4     |       |  |
|  |                         |                         | Newell's Old Boys | Newell's Old Boys | 3     |       |       |       |  |
|  | Newell's Old Boys       | Newell's Old Boys       | Newell's Old Boys | Newell's Old Boys | 3     | 1     |       |       |  |
|  | Newell's Old Boys       | Newell's Old Boys       |                   |                   |       | 1     |       |       |  |
|  | Rosario Central         | Rosario Central         | 0                 |                   |       |       |       |       |  |
|  | Rosario Central         | Rosario Central         | 0                 |                   |       |       |       |       |  |
|  |                         |                         |                   |                   |       |       |       |       |  |

### Semifinales
| Semifinal 1                                                     | Semifinal 1 | Semifinal 1 | Semifinal 1 | Semifinal 1 |
| 7.º Zona A                                                      | Resultado   | 8.º Zona B  | Estadio     | Fecha       |
| --------------------------------------------------------------- | ----------- | ----------- | ----------- | ----------- |
| Gimnasia y Esgrima                                              | 0 - 3       | Unión       | El Cilindro | 1 de julio  |
| Gimnasia y Esgrima pasó al Torneo de Reclasificación de Primera |             |             |             |             |

| Semifinal 2                                                  | Semifinal 2 | Semifinal 2     | Semifinal 2       | Semifinal 2 |
| 7.º Zona B                                                   | Resultado   | 8.º Zona A      | Estadio           | Fecha       |
| ------------------------------------------------------------ | ----------- | --------------- | ----------------- | ----------- |
| Newell's Old Boys                                            | 1 - 0       | Rosario Central | Newell's Old Boys | 2 de julio  |
| Rosario Central pasó al Torneo de Reclasificación de Primera |             |                 |                   |             |

### Final
| Final                                                          | Final        | Final             | Final        | Final      |
| Equipo 1                                                       | Resultado    | Equipo 2          | Estadio      | Fecha      |
| -------------------------------------------------------------- | ------------ | ----------------- | ------------ | ---------- |
| Unión                                                          | 4 - 3 (t.s.) | Newell's Old Boys | El Gasómetro | 5 de julio |
| Newell's Old Boys pasó al Torneo de Reclasificación de Primera |              |                   |              |            |
| Unión clasificó al Nacional                                    |              |                   |              |            |

## Torneo Reclasificatorio

#### Primera etapa
Se disputó entre nueve equipos, los tres peor ubicados de cada grupo de la rueda clasificatoria, más los tres eliminados en la rueda eliminatoria, enfrentándose en dos ruedas de todos contra todos.
Los equipos que ocuparon los siete primeros puestos mantuvieron la categoría, mientras que los dos últimos debieron revalidarla en una rueda de partidos junto con los dos mejores equipos de la Primera B.

##### Tabla de posiciones final
| Pos. | Equipo                  | Pts. | PJ | PG | PE | PP | GF | GC | Dif. |
| ---- | ----------------------- | ---- | -- | -- | -- | -- | -- | -- | ---- |
| 1.º  | Los Andes               | 22   | 16 | 8  | 6  | 2  | 21 | 14 | 7    |
| 2.º  | Gimnasia y Esgrima (LP) | 21   | 16 | 8  | 5  | 3  | 29 | 22 | 7    |
| 3.º  | Atlanta                 | 19   | 16 | 8  | 3  | 5  | 24 | 19 | 5    |
| 4.º  | Colón                   | 14   | 16 | 6  | 2  | 8  | 25 | 25 | 0    |
| 5.º  | Argentinos Juniors      | 14   | 16 | 6  | 2  | 8  | 19 | 23 | −4   |
| 6.º  | Newell's Old Boys       | 14   | 16 | 5  | 4  | 7  | 17 | 19 | −2   |
| 7.º  | Rosario Central         | 14   | 16 | 4  | 6  | 6  | 13 | 13 | 0    |
| 8.º  | Deportivo Morón         | 13   | 16 | 6  | 1  | 9  | 22 | 24 | −2   |
| 9.º  | Banfield                | 13   | 16 | 6  | 1  | 9  | 11 | 22 | −11  |

|  | Permaneció en la Primera División.             |
|  | Pasó a la segunda etapa de la reclasificación. |

#### Segunda etapa
Los dos últimos equipos de la primera etapa, junto con el campeón y el subcampeón de la Primera B, disputaron una rueda de partidos en cancha neutral, mediante el sistema de todos contra todos. El ganador obtuvo el derecho a participar en la Primera División, mientras que los otros tres fueron relegados a la Primera B.

##### Tabla de posiciones final
| Pos. | Equipo             | Pts. | PJ | PG | PE | PP | GF | GC | Dif. |
| ---- | ------------------ | ---- | -- | -- | -- | -- | -- | -- | ---- |
| 1.º  | Banfield           | 4    | 3  | 2  | 0  | 1  | 5  | 2  | 3    |
| 2.º  | Deportivo Morón    | 3    | 3  | 1  | 1  | 1  | 4  | 5  | −1   |
| 3.º  | Ferro Carril Oeste | 3    | 3  | 1  | 1  | 1  | 4  | 5  | −1   |
| 4.º  | San Telmo          | 2    | 3  | 1  | 0  | 2  | 4  | 5  | −1   |

|  | Permaneció en la Primera División. |
|  | Descendió a la Primera B.          |
|  | Permaneció en la Primera B.        |

## Descensos y ascensos
De acuerdo con los resultados de la reclasificación, Deportivo Morón volvió a Primera B, no siendo reemplazado para el Campeonato Metropolitano 1970, por lo cual el número de equipos participantes se redujo a 21.

## Goleadores
| Jugador              | Jugador                 | Goles | Equipo                  |
| -------------------- | ----------------------- | ----- | ----------------------- |
| Bandera de Brasil    | Wálter Machado da Silva | 14    | Racing Club             |
| Bandera de Paraguay  | Bernardo Acosta         | 13    | Lanús                   |
| Bandera de Argentina | Eduardo Flores          | 12    | Estudiantes de La Plata |
| Bandera de Argentina | Omar Wehbe              | 12    | Vélez Sarsfield         |
| Bandera de Argentina | Roque Avallay           | 10    | Newell's Old Boys       |